# Zlo
Zlo, parfois stylisé ZLO, est un groupe de punk rock estonien. Leurs sonorités rappellent les Sex Pistols ou le Clash, à la production chaotique : leur album Machopask semble presque avoir été enregistré dans une cave et « mis en boîte » par des amateurs. Le son est très « sale » et la musique, énergique et militante.

## Biographie
Zlo est formé en avril 2001. Sur leur premier album, Machopask, sorti en 2002,, et dont le titre signifie littéralement « merde macho », on trouve une chanson se moquant des « fils à papa », une dénonçant le machisme... le groupe est donc nettement militant, on peut même voir dans la chanson Kristlik Umaasti un côté straight edge : la chanson dit que l'alcool est « une drogue chrétienne », autorisée par l'église alors que le cannabis ne l'est pas.
En 2014, ils jouent au festival Punk pole surnud, en juillet, aux côtés notamment des groupes False Pregnancy, Wagars, Electrobation, SS Robot, et Totally Obnoxious,.

## Membres

### Membres actuels
- Oss - guitare (depuis 2008)
- Müül - chant (depuis 2008)
- Zeibel - guitare (depuis 2008)

### Anciens membres
- Moris - basse (2001-2008)
- Liba - batterie (2001-2008)

## Discographie
- 2002 : Machopask
- 2002 : Kohu-63 / ZLO - Uusi Maailma / Life Sucks  (split)
- 2014 : Kõik on OK! (CDr)